# Schliephackea prostrata
Schliephackea prostrata är en bladmossart som beskrevs av C. Müller 1875. Schliephackea prostrata ingår i släktet Schliephackea och familjen Dicranaceae. Inga underarter finns listade i Catalogue of Life.